# Андрієнко Панас Панасович
Панас Панасович Андрієнко (нар. 1 травня 1907, село Лихівка Верхньодніпровського повіту Катеринославської губернії, тепер селище міського типу Лихівка П'ятихатського району Дніпропетровської області — 1942, пропав безвісти на фронті) — радянський партійний діяч, 1-й секретар Алтайського крайкому ВКП(б), 1-й секретар Бориславського міськкому КП(б)У Дрогобицької області. Член Центральної Ревізійної Комісії ВКП(б) у березні 1939 — лютому 1941 р.

## Біографія
Народився в родині селянина-бідняка. У 1922 році закінчив школу-семирічку у селі Лихівці. У вересні 1922 — травні 1924 року — учень електротехнічної професійної школи у місті Кам'янському Катеринославської губернії, закінчив два курси. У 1925 році вступив до комсомолу.
У травні 1924 — вересні 1929 року — помічник машиніста, машиніст Дніпровського металургійного заводу імені Дзержинського у місті Кам'янському.
Член ВКП(б) з жовтня 1928 року.
У вересні 1929 — жовтні 1931 року — у Червоній армії: червоноармієць 69-го стрілецького полку 23-ї дивізії РСЧА.
У жовтні 1931 — вересні 1935 року — секретар цехового партійного осередку, партійний організатор КП(б)У цеху Дніпровського металургійного заводу імені Дзержинського у місті Кам'янському Дніпропетровської області.
У вересні 1935 — грудні 1936 року — завідувач відділу політичного навчання Кам'янського (Дніпродзержинського) міського комітету комсомолу (ЛКСМУ) Дніпропетровської області. У грудні 1936 — серпні 1937 року — секретар заводського партійного комітету КП(б)У Дніпродзержинського цементного заводу. У серпні — листопаді 1937 року — інструктор Дніпродзержинського міського комітету КП(б)У.
У листопаді 1937 — квітні 1938 року — редактор газети «Дзержинець» Дніпродзержинського міського комітету КП(б)У.
У квітні 1938 — січні 1939 року — 2-й секретар Дніпродзержинського міського комітету КП(б)У Дніпропетровської області.
У січні — лютому 1939 року — відповідальний організатор відділу керівних партійних органів ЦК ВКП(б) у Москві.
У лютому 1939 — жовтні 1940 року — 1-й секретар Алтайського крайового комітету ВКП(б).
У січні — червні 1941 року — 1-й секретар Бориславського міського комітету КП(б)У Дрогобицької області.
З 1941 року — у Червоній армії на політичній роботі. Учасник німецько-радянської війни. Пропав безвісти на фронті (не пізніше грудня 1942 року).

## Родина
Дружина — Андрієнко Євдокія Гнатівна.

## Звання
- батальйонний комісар